# Ruvuvu
Der Ruvuvu oder Ruvubu (auch Ruwuwu oder Ruvusu) ist ein Fluss in Burundi und Tansania. Er gehört zum Oberlauf des Nils und wird mit seinem rechten Nebenfluss Luvironza als dessen längster Quellast gezählt.

## Verlauf
Der Ruvuvu entspringt auf etwa 2240 m Höhe in einer Hochtalmulde der östlichen Randgebirge des Ostafrikanischen Grabenbruchs, östlich von Kayanza. Er fließt vorwiegend in südöstliche Richtung. Etwa sechs Kilometer unterhalb der Mündung des Luvironza bei Gitega, knickt der Ruvuvu nach Nordosten ab. Er durchfließt den Ruvuvu-Nationalpark und ist auf den letzten Kilometern schiffbar. Der Ruvuvu bildet auf einer Länge von etwa 40 km die Grenze zwischen den beiden Staaten. Oberhalb der Rusumo-Fälle mündet er in den Kagera-Nil.

## Hydrometrie
Die Abflussmenge des Ruvuvu wurde am Pegel Muyinga Ferry über die Jahre 1974 bis 1993, beim größten Teil seines Einzugsgebietes in m³/s gemessen.

## Zuflüsse
- Nyamuswaga (links)
- Mubarazi (rechts)
- Ndurumu (links)
- Luvironza (rechts)
- Nyakijanda (rechts)
- Migogo (rechts)